# Taťjana Medvecká
Taťjana Medvecká (* 10. listopadu 1953 Praha) je česká divadelní, filmová, dabingová a rozhlasová herečka. Po absolvování DAMU se v roce 1975 stala členkou souboru činohry Národního divadla. Hostovala v mnoha dalších pražských divadlech. Je dvojnásobnou držitelkou Ceny Thálie, držitelkou Českého lva a Ceny Františka Filipovského za dabing a sedminásobnou vítězkou ankety Neviditelný herec.

## Životopis
Taťjana Medvecká se narodila 10. listopadu 1953 v Praze. Po obou rodičích má slovenské kořeny. V mládí recitovala a věnovala se tanci a chtěla se stát baletkou. Nakonec se rozhodla pro herectví.
Na DAMU ji přijali již ve druhém ročníku gymnázia. Studium dokončila roku 1975 a ve stejném roce získala stálé angažmá v souboru činohry Národního divadla v Praze, kde hostovala již během studia. Do konce roku 2019 zde ztvárnila celkem sto třináct rolí, mezi nimi např. Marii Bolkonskou ve Vojně a Míru, Haničku v Lucerně (1976), Kristýnu v Našich furiantech (1979), Kordulu ve Strakonickém dudákovi (1983), Regan v Králi Learovi (1991), Markétčinau matku ve Faustovi (1997) a mnoho dalších. Hostovala také na jiných scénách, např. v Divadle Rokoko, Dejvickém divadlo, Divadle Na zábradlí nebo Divadle Viola. Za své divadelní herectví získala dvakrát cenu Thálie, za ztvárnění Alžběty v Marii Stuartovně (2000) a roli Antonie v inscenaci Poprvé vdaná (2002).
V českém filmu debutovala ve snímku Otakara Vávry Osvobození Prahy (1975), ale jedna z jejích nejznámějších rolí přišla v roce 1976 ve snímku Marečku, podejte mi pero!, kde hrála po boku Jiřího Schmitzera. Objevila se také v řadě televizních inscenací a filmů, např. Čertova nevěsta (1975), Drobečky z perníku (2000), Vrah jsi ty! (2003) nebo Operace Silver A (2007). V roce 2012 byla za nejlepší ženský herecký výkon ve vedlejší roli ve filmu Dům oceněna Českým lvem. V pozdějších letech zaujala rolemi v seriálech Já, Mattoni (2016), První republika (2017) či Most! (2019).
Díky svému zajímavému hlasu se výrazně prosadila i v dabingu a v rozhlase. Svůj hlas propůjčila například americkéým herečkám Susan Sarandon či Barbra Streisand. Namluvila také večerníček Autíčko s červeným srdcem. V roce 1997 obdržela za dabing cenu Františka Filipovského. Sedmkrát zvítězila v rozhlasové anketě Neviditelný herec a stala se tak nejúspěšnější herečkou v historii soutěže. Obdržela také cenu za mimořádný přínos v oblasti audioknih a mluveného slova za rok 2022.
Je vdaná, jejím manželem je scenárista, dramaturg a pedagog na FAMU Jiří Dufek (* 1950). Seznámili se během studií na DAMU a mají spolu dvě dcery, Kateřinu a Kristinu. Dcera Kristina Májová vystudovala FAMU.

## Ocenění
- 1997 – Cena Františka Filipovského za ženský herecký výkon v dabingu filmu Thelma a Louise
- 2000 – Cena Thálie v kategorii Nejlepší činoherní herečka za roli Alžběty v Schillerově Marii Stuartovně
- 2002 – Cena Thálie v kategorii Nejlepší činoherní herečka za roli Antonie Nikolajevny v Nilinově hře Poprvé vdaná
- 2007 – Cena Komerční banky za roli Princezny Kosmonopolis ve Sladkém ptáčeti mládí
- 2012 – cena Český lev za Nejlepší ženský herecký výkon ve vedlejší roli za film Dům
- 2012 – cena Slnko v sieti za Nejlepší ženský herecký výkon ve vedlejší roli za film Dům
- sedminásobné vítězství v anketě Českého rozhlasu Neviditelný herec, naposledy v roce 2019 [4]
- 2023 – cena za mimořádný přínos v oblasti audioknih a mluveného slova

## Filmografie, výběr

### Televize
- 1975 Čertova nevěsta
- 1976 Krása
- 1986 Zlá krev - Anka
- 1999 Nebát se a nekrást
- 1993 Zámek v Čechách
- 2000 Drobečky z perníku
- 2003 Vrah jsi ty!
- 2003 Nemocnice na kraji města po dvaceti letech – asistentka primáře Dr. Blažeje
- 2007 O dívce, která šlápla na chléb
- 2007 Operace Silver A – Anděla, služka Hladíkových
- 2009 Poste restante
- 2010 Cukrárna
- 2011 Setkání s hvězdou: Jana Hlaváčová – povídka Nenávist (Jaroslava Drozdová)
- 2012 Obchoďák
- 2013 Hořící keř
- 2013 Policie Modrava – Katka Nováčková, prodavačka v konzumu
- 2014 Clona – seriál
- 2014 První republika (seriál) I. řada - služka Antonie
- 2016 Já, Mattoni (Vilemína von Mattoni, manželka Heinricha von Mattoniho ve třetí fázi)[7]
- 2017 První republika (seriál) II. řada - služka Antonie
- 2019 Most! – seriál
- 2019 Vodník – seriál

### Film
- Osvobození Prahy (1975) – vězeňkyně v Terezíně
- Marečku, podejte mi pero! (1976)
- Tajemství Ocelového města (1978) – Alice
- Zlatá slepice (1980) – Irena
- Veronika (1985) – Veronika Pavlitová
- Muka obraznosti (1989) – Vilma
- Bathory (2008) – Orsolya Nádasdy
- Nejkrásnější hádanka (2008) – dvorní dáma
- Svatba na bitevním poli (2008)
- Dům (2011) – Viera
- Vrásky z lásky (2012) – vrchní sestra Málková
- Jako nikdy (2013) – Jaruna
- Klauni (2013)
- Něžné vlny (2013)
- Fair Play (2014)
- Místa (2014)
- Milada (2017) – Jana Kánská
- Miluji tě modře (2017)
- Úkryt v zoo (2017)
- Úsměvy smutných mužů (2018)
- Chvilky (2018)
- Prvok, Šampón, Tečka a Karel (2021)
- Přes hranici (2021)
- Zbožňovaný (2021)
- Řekni to psem (2022)
- Slovo (2022)
- Běžná selhání (2022)
- White Bird (2023)
- Lítá v tom (2023)
- Děti Nagana (2023)
- Nikdo mě nemá rád (2024)

### Divadlo

#### Vybrané divadelní role
- Městská divadla pražská (Divadlo ABC)
  - 1972 – Vzpoura na ovocném trhu (Emilka)[8]
- Městská divadla pražská (Komorní divadlo)
  - 1974 – Tančící myši – vystupuje v alternaci[9]
- Divadlo DISK
  - 1974 – Medvěd; Výročí; Svatba (Jelena I. Popovová / / Družička)[10]
  - 1974 – Letní hosté (Kalerie, sestra advokáta Sergeje Basova)[11]
  - 1975 – Počestné ženy windsorské (Paní Pacholíková) – vystupovala v alternaci s Ludmilou Šafářovou[12]
- Národní divadlo
  - 1975 – Lev Nikolajevič Tolstoj – Vojna a mír (Marie Bolkonská) – vystupovala v alternaci s Janou Březinovou[13]
  - 1975 – Vítězslav Nezval – Milenci z kiosku (Helena)[14]
  - 1975 – Smrt Hippodamie (Airopa)[15]
  - 1976 – Alois Jirásek – Lucerna (Hanička)[16]
  - 1976 – Periferie (Anna)[17]
  - 1978 – Robert Patrick – Kennedyho děti (Wanda) – vystupovala v alternaci se Zuzanou Šavrdovou[18]
  - 1978 – Jako bychom se ani neznali... (Kateřina, dcera)[19]
  - 1980 – Ohlédni se v hněvu (Alice Porterová) – vystupovala v alternaci s Janou Bouškovou[20]
  - 1983 – Stará historie (Zanina)[21]
  - 1984 – Višňový sad (Duňaša)[22]
  - 1984 – S Čapky po Evropě (povídala, zpívala, malovala)[23]
  - 1984 – Zločiny srdce (Lenny)[24]
  - 1985 – Dnes ještě zapadá slunce nad Atlantidou (Holka z přístavu)[25]
  - 1985 – Kremelský orloj (Máša, dcera inženýra Zabělina)[26]
  - 1986 – A jenom země bude má... (Márinka Štechová)[27]
  - 1986 – Vassa (Natálie)[28]
  - 1987 – Rozbitý džbán (Eva, dcera paní Marty Rullové) – vystupovala v alternaci s Natašou Kalousovou[29]
  - 1987 – Jegor Bulyčov a jiní (Varvara, dcera Jegora Bulyčova a jeho ženy Xénie)[30]
  - 1989 – Herkules a Augiášův chlív (Déianeira)[31]
  - 1990 – Zahrada (Anna)[32]
  - 1990 – Zahradní slavnost (Likvidační tajemnice)[33]
  - 1990 – Kazimír a Karolína (Erna od Franty Merkla)[34]
  - 1991 – Král Lear (Regan)[35]
  - 1993–1999 – Rok na vsi (Frau Ebr)[36]
  - 1995 – Weselohry – Ptáčník (Kajka), Potopa světa (Dorotka)[37]
  - 1999 – Antonius a Kleopatra (Octavia, Caesarova sestra)[38]
  - Od 2004 – Naši furianti (Marie, žena Matěje Šumbala)[39]
  - 2005–2006 – Krvavé křtiny aneb Drahomíra a její synové (Drahomíra)[40]
  - 2006–2007 – Zvony (Peterková)[41]
  - 2007 – Brel - Vysockij - Kryl, Sólo pro tři (Mluvené slovo)[42]
  - 2008 – Lucerna (Cizí kněžna) – vystupovala v alternaci se Sabinou Královou[43]
  - 2012 – Brel-Vysockij-Kryl/Sólo pro tři - Petr Zuska Gala X (Mluvené slovo)[44]
  - Od 2014 – Josef Kajetán Tyl – Strakonický dudák (Kordula)
- Národní divadlo (Stavovské divadlo)
  - 1976 – Soud lásky (Blanca z Flassans)[45]
  - 1977 – Poslední prázdniny (Marie)[46]
  - 1978 – Střílej oběma rukama (Gábina, děvečka u Kotálových)[47]
  - 1978 – Ženský boj (Silka)[48]
  - 1978 – Adam a Eva (Eva)[49]
  - 1979 – Ladislav Stroupežnický – Naši furianti (Kristina, dcera krejčího Františka Fialy a jeho ženy Terezky)[50]
  - 1980 – Král Lear (Cordelie)[51]
  - 1980 – Veranda v lese (Káťa)[52]
  - 1982 – Aristokrati (Soňa)[53]
  - 1983 – Životopis mého strýce (neteř Aurélie)[54]
  - 1992 – Tajné peníze, tajná láska (Hortenzie)[55]
  - 1992 – Mirandolína (Ortensia)[56]
  - 1993 – Britannicus (Albina)[57]
  - 1994–1999 – Ženitba (Agáta, obchodníkova dcera)[58]
  - 1997–1999 – Běsi (Maria Šatovová)[59]
  - 1997–2001 – Faust (Líza, Dáma)[60]
  - 1998 – Na miskách vah (Tamara Sachsová) – vystupovala v alternaci s Janou Preissovou[61]
  - 2000–2003 – Marie Stuartovna (Alžběta) – vystupovala v alternaci s Ivou Janžurovou[62]
  - 2002–2003 – Oresteia (Klytaiméstra / Přízrak Klytaiméstry)[63]
  - 2003–2005 – Dobrý člověk ze Sečuanu (Matka)[64]
  - 2004–2005 – Prvotřídní ženy (Jana, Louisa)[65]
  - 2004–2008 – Škola pomluv (Lady Candourová)[66]
  - 2007 – Sladké ptáče mládí (Princezna Kosmonopolis)[67]
  - 2007 – David a Goliáš aneb Pepička to zařídí (Marie, žena Václava Davida, hokynáře)[68]
  - 2008 – Dva vznešení příbuzní (Druhá královna)[69]
  - Od 2008 – Mikve (Hindi)[70]
  - 2010–2011 – Dogville (Vera)[71]
  - Od 2011 – Racek (Arkadinová)[72]
  - Od1914
  - 2015 – Audience u královny (Margareth Thatcherová)
  - 2016 – Krvavá svatba (Matka)
  - 2017 – Maryša (Lízalka)
  - 2022 – Naši furianti (Františka Bušková)
  - 2023 – Hamlet (Gertruda)

- Divadlo Viola
  - 1978 – Na dotek ruky[73]
  - 1983 – Ententýky[74]
  - 1983 – Ententýky[75]
  - 1986 – Požár na obloze (Žena)[76]
  - 1997–2002 – Přiznám se tímto ke všemu aneb Blues Josefa Kainara – vystupovala ze zvukového záznamu[77]
  - Od 2003 – Tisíc a jedna vášeň[78]
  - Od 2007 – Nějak se to zvrtlo[79]
  - 2009 – Všechny krásy světa (recitovala)[80]
  - Od 2013 – Život jako smršť[81]
- Národní divadlo (Smetanovo divadlo)
  - 1982 – Hamlet (Členka herecké družiny) – vystupovala v alternaci s Janou Březinovou[82]
- Národní divadlo (Divadlo Kolowrat)
  - 1991 – Návštěvní doba (Na odstavné koleji. Vražednice. Pšenice na dálnici. Člověk už ničemu nerozumí.) (Snacha)[83]
  - 1994 – O pejskovi a mačičke (Osoba)[84]
  - 1994 – Nightingale for Dinner (Slavík k večeři)[85]
  - 1995 – Pan Paul (Lila)[86]
  - 1999 – Můra (Kateřina Ivanov. Marmeladovová)[87]
  - 2000 – Bailegangaire aneb Město beze smíchu (Mary)[88]
  - 2001–2005 – České sekretářky (jedna ze sekretářek)[89]
  - 2003–2005 – Psychóza ve 4.48[90]
  - 2004 – Umění milovat[91]
  - 2005 – Virginia (Hra ze života Virginie Woolfové) (Virginia)[92]
  - 2009 – Pláč (Helenka)[93]
  - 2012 – Karla (Bohuša)[94]
  - Od 2013 – Z prachu hvězd (Táňa)[95]
- Lyra Pragensis
  - 1995 – Datlovník v meruňkovém sadu (recitovala)[96]
  - 1995 – Věra Kovaříčková[97]
  - 1995 – Můj přítel Yeti[98]
  - 1996 – Citadela (četla)[99]
  - 1996 – Jiří Kutina 70[100]
  - 2002 – Citadela[101]
  - 2005 – Nuselský most – vystupovala ze zvukového záznamu[102]
- Letní shakespearovské slavnosti
  - 1998 – Macbeth (Lady Macbeth) – vystupovala v alternaci s Evou Salzmannovou[103]
- Městská divadla pražská (Divadlo Rokoko)
  - Od 1999 – Oddací list (Chedva, žena Daniela Bena Cura)[104]
- Dejvické divadlo
  - 2002–2006 – Poprvé vdaná (O láskách a neláskách jedné betonářky) (Žena)[105]
- Divadlo v Rytířské
  - Od 2002 – Poprvé vdaná
- Studio Dva (Švandovo divadlo)
  - 2005 – Ženy mezi nebem a zemí – Promiňte, omyl! (Recepční Henchleyovy nemocnice)[106]
- Divadlo Bez zábradlí
  - 2005 – České sekretářky (jedna ze sekretářek)[107]
- Divadlo Na zábradlí
  - 2005–2014 – Platonov je darebák! (Anna Petrovna Vojnicevová, mladá vdova po generálovi)[108][109]
- Rudolfinum Jazz Orchestra
  - 2008 – Tajemství člověka / Mystery of Man (Mluvené slovo)[110]
- Divadlo Bolka Polívky
  - 2011 – Pokoj[111]
- Studio ALTA
  - Od 2011 – Pokoj – vystupuje v alternaci s Evou Vrbkovou a Luciou Kašiarovou[112]

#### Jazyková úprava
- 2005 – Virginia (Hra ze života Virginie Woolfové)[92]

### Dabing
- 1979 Markýz de Bois-Doré – Yolande Folliot (Lauriane de Beuvre)
- 1979 Kupec benátský – Joan Plowright (Portia)
- 1980 Smrt darebáka – Ornella Muti (Valérie)
- 1984 Čaroděj ze země Oz – Aileen Quinn (Dorothy Gale)
- 1985 Sexmise – Boguslawa Pavelec (Emma Dax)
- 1987 Grand restaurant pana Septima – Maria-Rosa Rodriguez (Sophia)
- 1987 Co dál, doktore? – Barbra Streisandová (Judy Maxwell)
- 1987 Noční dobrodružství – Chris Parker
- 1988 Veselé Velikonoce – Sophie Marceau (Julie) [Barrandov]
- 1990 Kabaret – Liza Minnelliová (Sally Bowles)
- 1991 Čekej do tmy – Audrey Hepburnová (Susy Hendrix)
- 1993 Orlové práva – Debra Winger (Laura J. Kelly)
- 1993 48 hodin v Paříži [dabing ČT] – Emmanuelle Seigner (Michelle)
- 1994 Lék pro Lorenza – Susan Sarandonová (Michaela Odone)
- 1994 Čarodějky z Eastwicku – Susan Sarandonová (Jane Spofford)
- 1995 Twin Peaks – Sheryl Lee (Laura Palmer)
- 1996 Bláznivá střela 33 a 1/3: Poslední trapas – Priscilla Presleyová (Jane Spencer Drebin)
- 1996 Bílý tesák – Susan Hogan (Belinda Casey)
- 1997 Thelma a Louise – Susan Sarandonova (Louise Sawyer)
- 1997 Psycho – Vera Miles (Lila Crane)
- 1997 Othello – Anna Patrick (Emilia)
- 1999 Prostřihy – Anne Archer (Claire Kane)
- 1999 Na titulní straně – Susan Sarandonová (Peggy Grant)
- 1999 Hrabě Monte Cristo – Heléne Vincent (Heloïse de Villefort)
- 2000 Velké rozčarování – Glenn Close (Sarah Cooper)
- 2000 Mrtvý muž přichází – Susan Sarandonová (Helen Prejean)
- 2001 Král rybář – Amanda Plummer (Lydia)
- 2003 Hledá se Nemo – Vicki Lewis (Deb / Flo)
- 2003 Bláznivá střela – Priscilla Presleyová (Jane Spencer)
- 2005 Děti Duny – Susan Sarandonová (Wensicia Corrino)
- 2006 Životní příběh Natalie Woodové – Alice Krige (Maria Gurdin)
- 2006 Bláznivá střela 2 a 1/2: Vůně strachu – Priscilla Presleyová (Jane Spencer)
- 2008 Nebezpečný klient – Susan Sarandonová (Regina Love)
- 2008 Baby Boom – Diane Keatonová (J. C. Wiatt)
- 2010 Wall Street: Peníze nikdy nespí – Susan Sarandonová (Sylvia Moore)
- 2010 Alenka v říši divů – Barbara Windsor (Plšice)
- 2011 Mrtví jako já – Christine Willes (Delores Herbig)
- 2011 Doktor Smrt – Susan Sarandonová (Janet Good)

### Rozhlas
- 2002 Virginia Woolfová: Nové šaty (The New Dress), 1924, povídka. Zpracováno v Českém rozhlasu v roce 2002, v překladu Zuzany Mayerové a v režii Hany Kofránkové četla Taťjana Medvecká[113]
- 2007 Alexandre Dumas: Královna Margot, dramatizace: Michal Lázňovský, hráli: Margot (Andrea Elsnerová), Jindřich Navarrský (Michal Zelenka), Karel IX. (Ivan Řezáč), Kateřina Medicejská (Taťjana Medvecká), vévoda de Guise (Martin Písařík), vévoda z Anjou (Aleš Procházka), vévoda z Alenconu (David Novotný), paní de Sauve (Ljuba Krbová), vévodkyně de Nevers (Tereza Bebarová), Gillona (Miroslava Pleštilová), Maurevel (Miroslav Středa), Coligny (Petr Pelzer), chůva Madelon (Viola Zinková), vypravěč (Otakar Brousek); hudba: Petr Mandel, režie: Dimitrij Dudík
- 2010 Rudolf Těsnohlídek: Dobrodružství lišky Bystroušky. Dramatizace Anna Jurásková. Hudba Vlastimil Redl. Dramaturgie Václava Ledvinková. Režie Jaroslav Kodeš. Účinkují: Lucie Pernetová, Václav Vydra, Taťjana Medvecká, Jiří Köhler, Stanislav Zindulka, Radek Holub, Jiří Maršál, Marek Eben, Jiří Lábus, Jaroslav Vlach, Jitka Smutná, Jana Drbohlavová, Tomáš Racek, Denisa Nová, Anna Suchánková, Nikola Bartošová, Dana Reichová, Valerie Rosa Hetzendorfová, Justýna Anna Šmuclerová, Josef Tuček, Vladimír Fišer, Antonín Tuček a Dorota Tučková.
- V roce 2018 načetla audioknihu Dopisy Milady Horákové z pankrácké cely smrti (vydala Audiotéka)